# Igaal Niddam
Igaal Niddam, né le 16 novembre 1938 à Fès au Maroc,, est un réalisateur, directeur de la photographie et scénariste suisse.

## Biographie
Après avoir vécu entre 1948 et 1959 dans un kibboutz d'Israël, il travaille comme cadreur à Tel Aviv avant de rentrer en Suisse en 1964 pour y exercer sa profession à la Télévision suisse romande. À partir de 1968, il travaille pour la société de production Telvetia puis retrouve la TSR en 1985. 
Igaal Niddam aborde la réalisation avec Le Troisième cri présenté en 1974. Le film, coécrit avec Yves Navarre et Marguerite Cassan, reçoit le prix du meilleur scénario au festival de Sitges,. Au cours des années 1990, il dirige une dizaine de fictions pour la
télévision signant notamment des épisodes des séries Docteur Sylvestre, L'Instit et Sauvetage. Il revient au cinéma en 2008 avec Dan et Aaron (Frères).

## Filmographie

### Cadreur
- 1973 : Un grand peintre, épisode de le série Témoignages, réalisation de Raymond Barrat, photographie de Roger Fellous
- 1974 : Le Dessous du ciel, série télévisée, réalisation de Roger Gillioz, photographie de Roger Fellous et Jean-Jacques Guyard

### Directeur de la photographie
- 1974 : Le Troisième cri, d'Igaal Niddam
- 1977 : Nous sommes des Juifs arabes en Israël, d'Igaal Niddam
- 1978 : Docteur Erika Werner, mini-série de Paul Siegrist
- 1980 : La Grotte aux loups, téléfilm de Bernard Toublanc-Michel
- 1981 : Guerre en pays neutre, mini-série de Philippe Lefebvre

### Réalisateur
- 1974 : Le Troisième cri, long métrage avec Jacques Denis, Christine Fersen et Myriam Mézières
- 1977 : Nous sommes des Juifs arabes en Israël, documentaire
- 1990 : La Vierge noire, mini-série coproduite par Antenne 2, la TSR, la Rai, la TVE, la ZDF et l'ORF avec Micheline Dieye et Jérôme Anger
- 1992 : 2 bis, rue de la Combine, téléfilm avec Clémentine Célarié, Yves Afonso et Jean-Pierre Bisson
- 1993 : La Voyageuse du soir, téléfilm avec Sophie Broustal et Andrea Occhipinti
- 1994 : Passé sous silence, téléfilm avec Marie-Sophie L., Jean-Claude Dreyfus et Aurore Clément
- 1995 : Fils de flic, téléfilm avec Bernard Verley, Sébastien Roch et Cécile Bois
- 1996 : La Dame du cirque, téléfilm avec Jan Niklas, Christèle Tual et Julie Debazac
- 1997 : Rideau de feu, téléfilm avec Corinne Touzet, Mathieu Carrière et Paul Crauchet
- 1997 : Un esprit clairvoyant, épisode de la série Docteur Sylvestre, avec Jérôme Anger et Maria Pacôme
- 1998 : Le trésor de l'anse du bout, épisode de la série L'Instit, avec Gérard Klein, Mélissa Germe et Nina Gibert
- 2000 : Sauvetage, série télévisée avec Pascale Rocard, Maxime Leroux et Laurent Deshusses
- 2008 : Dan et Aaron / Frères, long métrage avec Baruch Brener, Micha Celektar et Orna Pitussi

### Scénariste
- 1974 : Le Troisième cri, long métrage coécrit avec Marguerite Cassan et Yves Navarre
- 1977 : Nous sommes des Juifs arabes en Israël, documentaire
- 1992 : 2 bis, rue de la Combine, téléfilm
- 2010 : Dan et Aaron / Frères, long métrage coécrit avec David Belhassen et Roy Katsiri

### Producteur
- 2010 : Dan et Aaron / Frères